# Такенс, Флорис
Флорис Такенс (нидерл. Floris Takens; 12 ноября 1940, Зандам, Нидерланды) — 20 июня 2010) — нидерландский математик. Член Нидерландской королевской академии наук и Бразильской академии наук (1981).
Внёс значительный вклад в теорию дифференциальных уравнений, теорию динамических систем, теорию хаоса, механику жидкостей (совместная работа с Д. Рюэлем над гипотезой хаотической природы турбулентности).

## Биография
Флорис Такенс родился 12 ноября 1940 в городе Зандам. Учился в школе в Зандаме и Гааге, затем проходил службу в армии (1960–1961). После этого учился в Амстердамском университете. В 1969 году получил степень Ph.D. под руководством Николаса Кёйпера, тема диссертации «Минимальное число критических точек функции на компактном многообразии и категория Люстерника — Шнирельмана».
После окончания университета Такенс провёл один год в IHES (Бюр-сюр-Иветт), где он работал с Давидом Рюэлем, Рене Томом, Жакобом Палисом. Сотрудничество с Палисом привело его к частым посещениям Instituto Nacional de Matemática Pura e Aplicada в Рио-де-Жанейро.